# Kaprosuchus
Kaprosuchus (лат.) (буквально: крокодил-кабан) — ископаемый крокодиломорф. Он известен по единственному почти полному черепу, собранному в верхнемеловой формации Эчкар в Нигере. Название означает «кабан-крокодил» от греческого κάπρος, kapros («кабан») и σοῦχος, soukhos («крокодил») в связи с его необычно большими клыкообразными зубами, которые напоминают зубы кабана. Пол Серено и Ханс Ларссон прозвали его «кабан-крокодил», которые впервые описали этот род в монографии, опубликованной в ZooKeys в 2009 году, вместе с другими сахарскими крокодилообразными, такими как Anatosuchus и Laganosuchus. Типовой вид — К. saharicus.

## Описание

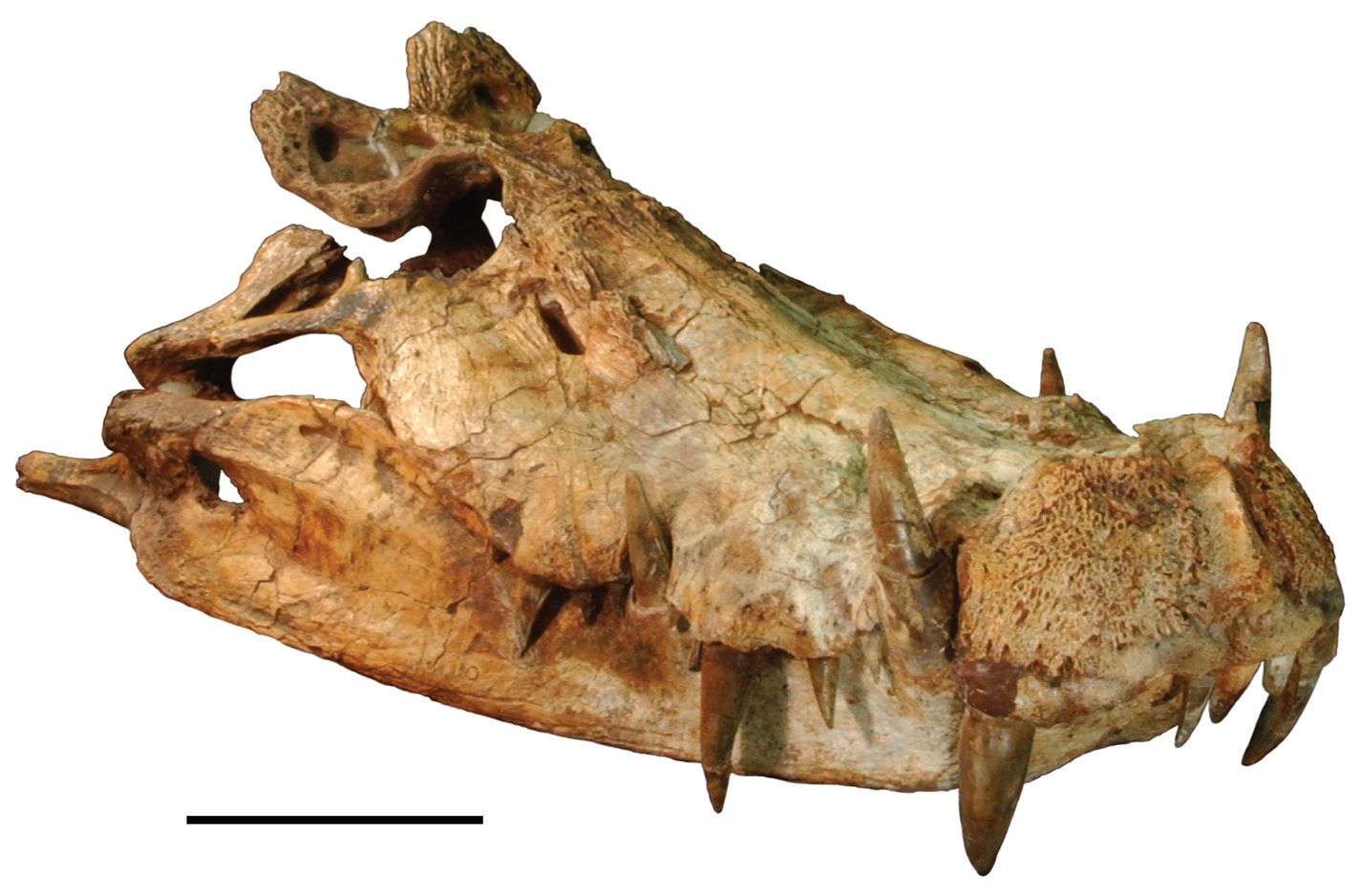
Голотип

Kaprosuchus известен по почти полному черепу длиной 507 мм, длина нижней челюсти которого составляет 603 мм. Согласно первоначальному описанию, длина всего животного составляла 6 метров (19,7 фута), , хотя в новых оценках она была снижена примерно до 4 метров (13,1 фута). Он обладает тремя наборами клыковидных зубов, которые выступают над и под черепом, один из которых в нижней челюсти входит в выемки в верхней челюсти. Этот тип зубного ряда не встречается ни у одного другого известного крокодилообразного. Ещё одной уникальной характеристикой капрозухов является наличие больших морщинистых рогов, образованных чешуйчатыми и теменными костями, выступающими кзади от черепа. Меньшие выступы также видны у близкородственного Махадзангазуху.
Морда Капрозуха имеет общие пропорции, а ноздри расположены дорсально. У капрозуха многие зубы гипертрофированы и сжаты лабиолингвально (латерально), в отличие от зубов крокодилообразных с таким же неглубоким рылом, обычно субконическим и умеренной длины. Ещё одно отличие черепа Kaprosuchus от черепа крокодилообразных, которые также обладают сжатой в дорсовентральном направлении мордой, заключается в большой глубине задней части черепа. У капрозуха глазницы (то есть глазницы) открываются латерально и наклонены немного вперед, а не вверх. Орбиты, повернутые вперед, предполагают наличие стереоскопического зрения, то есть перекрытия полей зрения животного. Поверхности предчелюстных костей морщинистые с краями, приподнятыми над телом кости, что позволяет предположить, что ороговевший щиток поддерживался морщинами на кончике рыла. Вдоль межчелюстного шва, в месте смыкания двух предчелюстных костей, поверхность гладкая, что придает парной морщинистости предчелюстных костей сходство с усами при виде спереди.

## Классификация

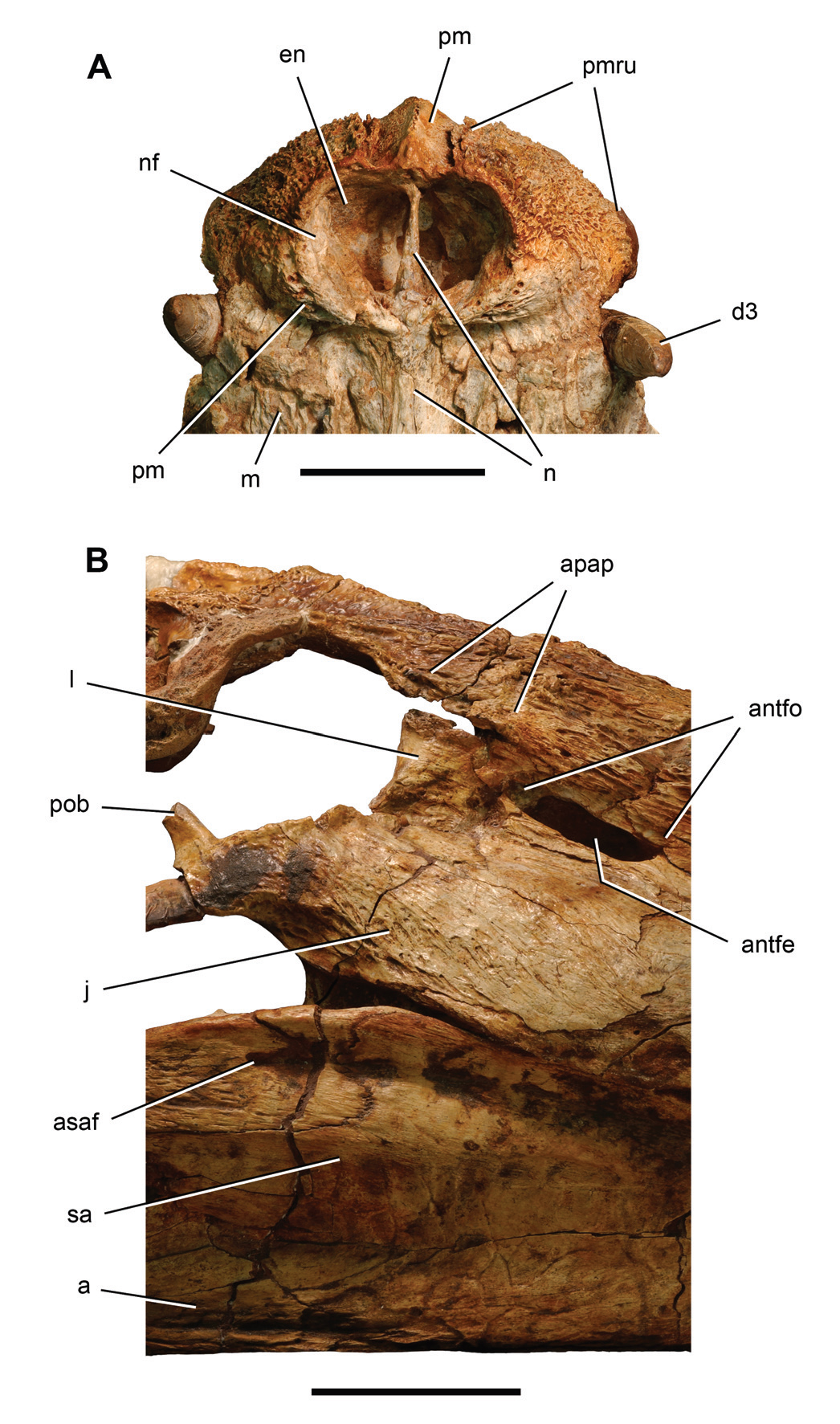

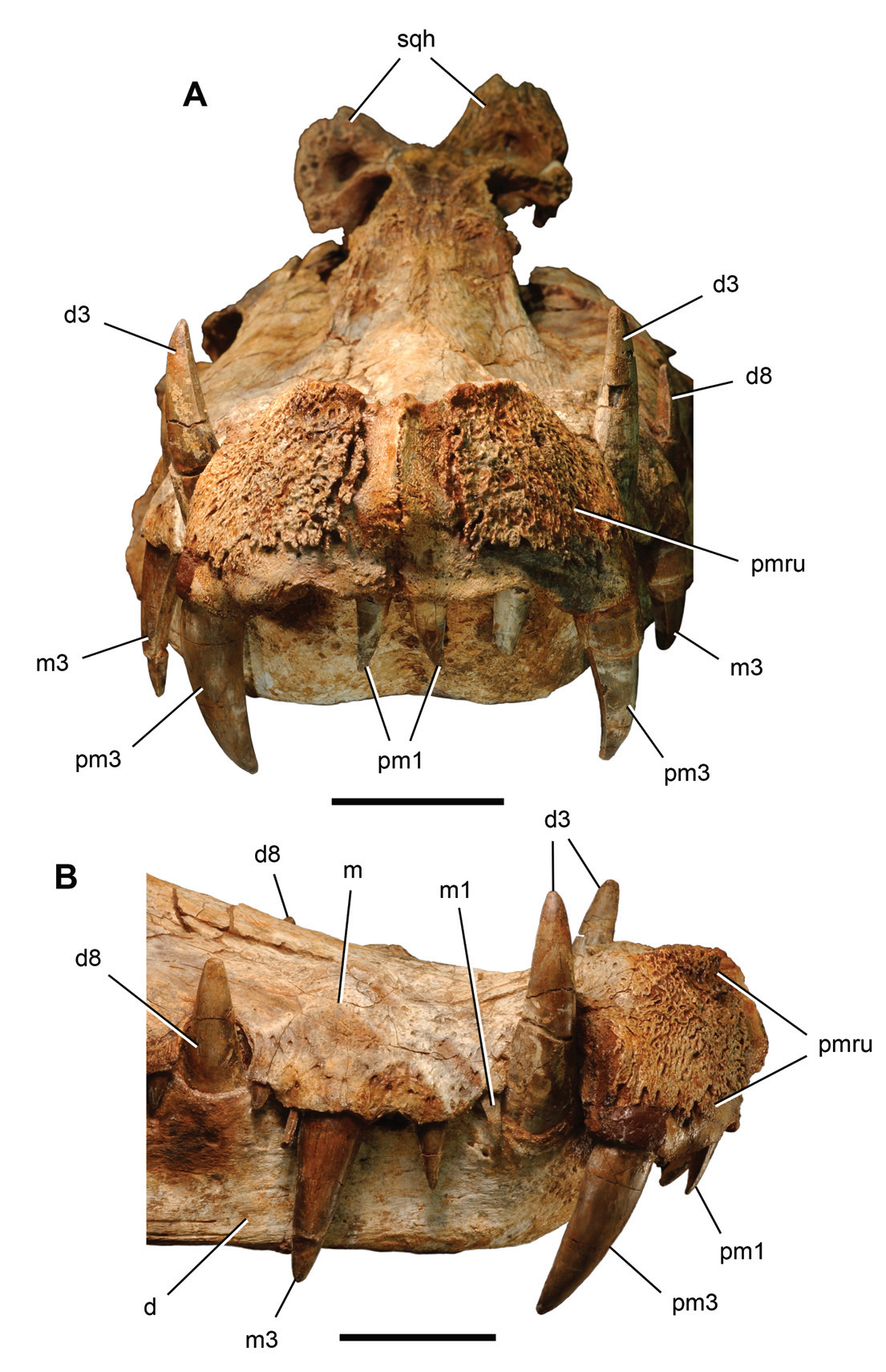
Детали черепа

Kaprosuchus является членом семейства Mahajangasuchidae вместе с близкородственными Mahajangasuchus insignis из верхнего мелового периода Мадагаскара. Хотя он сильно отличается от любого другого известного крокодилообразного, Капрозух имеет несколько общих характеристик с Махадзангазухом. К ним относятся облитерация всего внутреннего шва, кроме задней части; латерально обращенная морщинистая наружная суставная ямка; расположение нижнечелюстного сустава ниже задних зубов верхней челюсти; глубокий переднедорсально ориентированный нижнечелюстной симфиз; вертикально нисходящий эктоптеригоид, слегка отстоящий от латерального края скуловой кости; расширенная хоанальная перегородка, образующая суставную ножку неба; и роговидный дорсальный выступ внешнего края чешуйчатой кости (хотя он гораздо более развит у Kaprosuchus, чем у Mahajangasuchus).
Во время описания Капрозуха Серено и Ларрсон считали махаджангасухидов семейством неозухианских крокодилообразных. Однако дальнейшие исследования родства этого семейства неоднократно обнаруживали, что они образуют сестринскую кладу по отношению к пейрозавридам, образуя кладу, которая, в свою очередь, объединяется с уругвайзухидами, такими как анатозух и арарипезух, как ранняя расходящаяся ветвь нотозухий.

## Палеобиология
Диета.

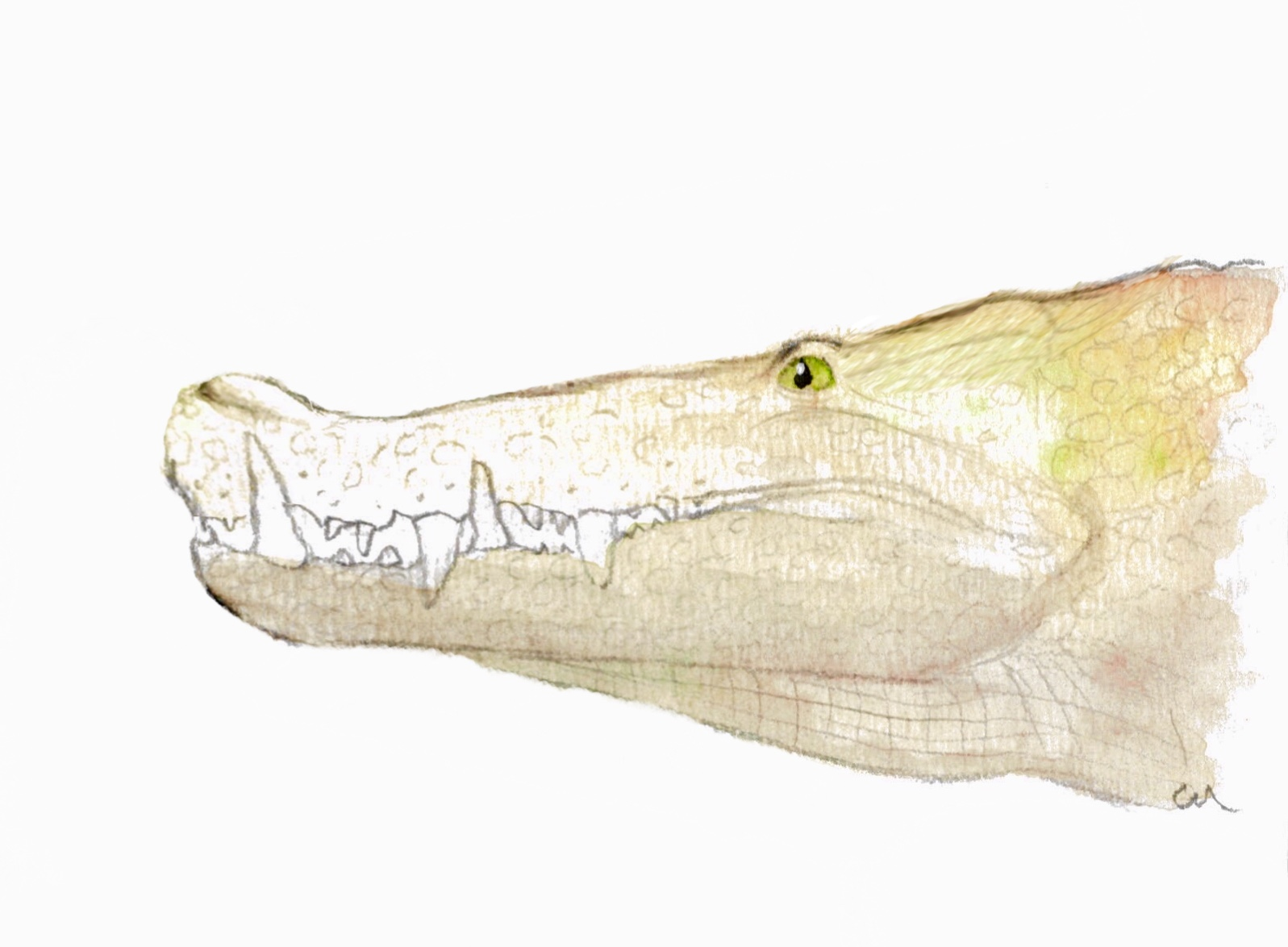
Реконструкция головы

Считается, что капрозух был в первую очередь, если не исключительно наземным хищником. Доказательства такого поведения включают расположение глазниц латерально и несколько вперед, что предполагает перекрытие зрения. Это отличается от многих других неозухий, включая современных крокодилов, у которых орбиты расположены дорсально как адаптация к водному хищничеству, когда голову можно держать под водой, а глаза остаются над поверхностью.
Дополнительную поддержку наземным хищникам можно найти в зубах и челюстях. Увеличенные псовые имеют острые края и относительно прямые, в отличие от рифленых, субконических, загнутых зубов водных крокодилообразных. Поскольку ретроартикулярный отросток нижней челюсти длинный, вполне вероятно, что челюсти могли открываться относительно быстро с большим зазором, чтобы противостоящие псовые могли очистить друг друга. Считается, что сросшиеся носовые кости защищали челюсти от сжатия, связанного с сильным укусом. Телескопические наружные ноздри, расположенные дорсально, рассматриваются как защита от ударов, если животное протаранило добычу своим крепким рылом. Кератиновый щит, который, как считается, покрывал кончик морды, обеспечивал дополнительную защиту.